# Scyllarus modestus
Scyllarus modestus är en kräftdjursart som först beskrevs av Lipke Bijdeley Holthuis 1960.  Scyllarus modestus ingår i släktet Scyllarus och familjen Scyllaridae. Inga underarter finns listade i Catalogue of Life.